# N2 (Togo)
Die N2 ist eine Fernstraße in Togo, die an der Grenze nach Ghana beginnt, in die die ghanaische N1 übergeht und in Aného an der Grenze nach Benin endet. Dort geht sie in die RNIE1 über. Sie ist 52 Kilometer lang.